# Moblog
Ein Moblog (auch in der Schreibweise MoBlog) ist ein Blog, das von einem mobilen Telekommunikationsgerät, normalerweise einem Mobiltelefon oder PDA mit Inhalten gefüllt wird. Das Kofferwort setzt sich aus den Wörtern „mobile“ (englisch: „mobil“, „mobilfunktelefon“) und „Weblog“ zusammen.
Ein Moblog besteht normalerweise vor allem aus Bildern, die mit einem Fotohandy aufgenommen und über die Handy-Tastatur mit einem kurzen Text-Kommentar versehen worden sind. Bild und Text werden per MMS oder E-Mail an das Weblog gesandt. Gelegentlich kommen für die Übermittlung an das Weblog auch spezielle auf dem Handy installierte Programme, sogenannte „Weblog-Clients“ zum Einsatz.
Die ersten bekannten Moblogs entstanden in Japan, da dort Fotohandys am schnellsten Verbreitung fanden. Der Begriff selbst wurde 2002 von Justin Hall und Adam Greenfield verwendet. Greenfield organisierte 2003 die erste International Moblogging Conference in Japan. Populär wurde der Begriff im Sommer 2003 durch den amerikanischen Medientheoretiker Howard Rheingold, der im Wahlkampf zur Präsidentschaftswahl 2004 die Bürger der USA mit „Moblog the Conventions!“ zu Wachsamkeit im demokratischen Prozess aufforderte.